# Súdánská libra
Súdánská libra (arabsky جنيه سوداني) je jediným zákonným platidlem afrického státu Súdán. Její ISO 4217 je SDG. Jedna setina libry se nazývá piastr.

## Historický vývoj měn Súdánu
- 19. 1. 1889 – 7. 4. 1957: egyptská libra (EGP) + britská libra (GBP). Súdán byl pod společnou správou Egypta a Velké Británie a platilo se zde měnami těchto států.[2]
- 8. 4. 1957 – 31. 12. 1957: egyptská libra (EGP) + britská libra (GBP) + súdánská libra (SDP). Po získání nezávislost byla v dubnu 1957 zavedena nová národní súdánská libra. Do konce tohoto roku trvalo přechodné období, kdy platily i egyptské a britské libry, které byly průběžně stahovány z oběhu.
- 1. 1. 1958 – 7. 7. 1992: súdánská libra (SDP). Platila na celém území.
- 8. 7. 1992 – 9. 1. 2007: súdánská libra (SDP) + súdánský dinár (SDD). Súdán zavedl jako novou měnu dinár, který vycházel z libry v poměru 10 liber = 1 dinár. Tuto novou měnu ale odmítl používat Jižní Súdán (samosprávné území na jihu Súdánu). Libra byla tedy používána i nadále na jihu státu, sever státu používal dinár.
- 10. 1. 2007 – 30. 6. 2007: „stará“ súdánská libra (SDP) + súdánský dinár (SDD) + „nová“ súdánská libra (SDG). Centrální vláda Súdánu se dohodla s Jižním Súdánem a zavedla celostátní měnu, která se vyměňovala s původními v poměrech 1 SDG = 100 SDD a 1 SDG = 1000 SDP.
- Od 1. 7. 2007: súdánská libra (SDG). Platí na celém území.
  - 18. července 2011 na území Jižního Súdánu začala platit jihosúdánská libra

## Mince a bankovky
Mince nové libry mají hodnoty 1, 5, 10, 20, 50 piastrů.
Bankovky mají od roku 2007 hodnoty 1, 2, 5, 10, 20 a 50 liber. V roce 2019 byly vydány bankovky 100, 200 a 500 liber.